# Adam Żak
Adam Żak SJ (ur. 18 listopada 1950 w Bielsku) – polski jezuita, doktor filozofii, prowincjał  Prowincji Polski Południowej Towarzystwa Jezusowego w latach 1996–2002, w latach 2002–2012 pracownik kurii rzymskiej Towarzystwa Jezusowego, w tym od 2008 asystent generała na kraje Europy Centralnej i Wschodniej, od 2013 Koordynator Konferencji Episkopatu Polski ds. ochrony dzieci i młodzieży, od 2014 dyrektor Centrum Ochrony Dziecka.

## Życiorys i działalność
Wstąpił do zakonu jezuitów w 1966 odbywając dwuletni nowicjat w Starej Wsi. W latach 1970–1973 studiował w Krakowie filozofię, a od 1973 do 1977 teologię w Neapolu, gdzie w 1976 przyjął święcenia kapłańskie. Następnie studiował filozofię w Monachium, a potem na Gregorianum w Rzymie, gdzie w 1986 obronił doktorat.
W latach 1986–1996 prowadził w Krakowie wykłady z historii filozofii oraz filozofii dialogu. W latach 1990–1994 był rektorem krakowskiego Kolegium Jezuitów. Był współinicjatorem zarejestrowanej w 1990 Fundacji Krzyżowa oraz przez pewien czas członkiem Rady Fundacji i członkiem jej Zarządu. Brał czynny udział w dialogu chrześcijańsko-żydowskim oraz w dialogu polsko-niemieckim.
W 1996 został wybrany przełożonym Prowincji Polski Południowej Towarzystwa Jezusowego. Funkcję tę pełnił do 2002. W lipcu 2003 został powołany do pracy w kurii rzymskiej Jezuitów, gdzie pełnił funkcję Asystenta ds. Europy Wschodniej. W 2008 został pierwszym asystentem nowo utworzonej Asystencji Europy Środkowej i Wschodniej. W 2012 zakończył pracę w Rzymie. Od czerwca 2013 roku koordynator ds. ochrony dzieci i młodzieży przy Konferencji Episkopatu Polski. W 2019 został odznaczony Medalem Błogosławionego ks. Jerzego Popiełuszki

## Publikacje
- Człowiek istotą dialogiczną, w: W kręgu kierownictwa duchowego, t. 1, Wydawnictwo M, Kraków 1994, s. 13–21; wyd. II Kraków 1997, s. 7–15.
- Mniejszości narodowe w nauczaniu społecznym Kościoła, Przegląd Powszechny, 1995, nr 2, s. 174–184
- Żyd, któż to jest? O żydowskim samorozumieniu Friedricha Georga Friedmannna, Przegląd Powszechny, 1997, nr 4, s. 30–45
- Inkulturacja wiary w procesie polskich przemian, Przegląd Powszechny, 2000, nr 3, s. 326–332